# Alta tensão
| Faixa de tensão elétrica (IEC) | CA            | CC          | risco           |
| ------------------------------ | ------------- | ----------- | --------------- |
| Alta tensão                    | > 1000 Vrms   | > 1 500 V   | arco elétrico   |
| Baixa tensão                   | 50–1 000 Vrms | 120–1 500 V | choque elétrico |
| Extra-baixa tensão             | <50 Vrms      | < 120 V     | baixo risco     |

Alta tensão é um termo em eletricidade utilizado para identificar as considerações de segurança de sistema de geração, distribuição e utilização de energia elétrica baseado no valor de tensão elétrica utilizado. Apesar das diferentes faixas de tensão utilizadas para definir a alta tensão, ela é geralmente caracterizada por carregar um risco substancial de arco elétrico no ar.

## Definição

Símbolo de segurança internacional: "Cuidado, risco de choque elétrico" (ISO 3864), coloquialmente conhecido como símbolo de alta tensão.

A definição numérica de alta tensão depende do contexto em que é utilizada. Dois fatores considerados na classificação da alta tensão são a possibilidade de centelhamento no ar e o perigo de choque elétrico por contato ou proximidade. A definição pode tanto se referir a tensão entre dois condutores de um sistema ou a tensão entre um condutor qualquer e a terra.
A Comissão Eletrotécnica Internacional e os demais órgãos associados (IET, IEEE, VDE, ABNT, etc.) definem circuitos de alta tensão como aqueles com mais de 1 000 V em corrente alternada e pelo menos 1 500 V em corrente contínua, distinguindo-os de circuitos de baixa tensão (50–1 000 V CA ou 120–1 500 V CC) e de extra-baixa tensão (< 50 V CA ou < 120 V CC). Esta definição encontra-se no contexto de cabeamento e segurança de equipamentos elétricos.

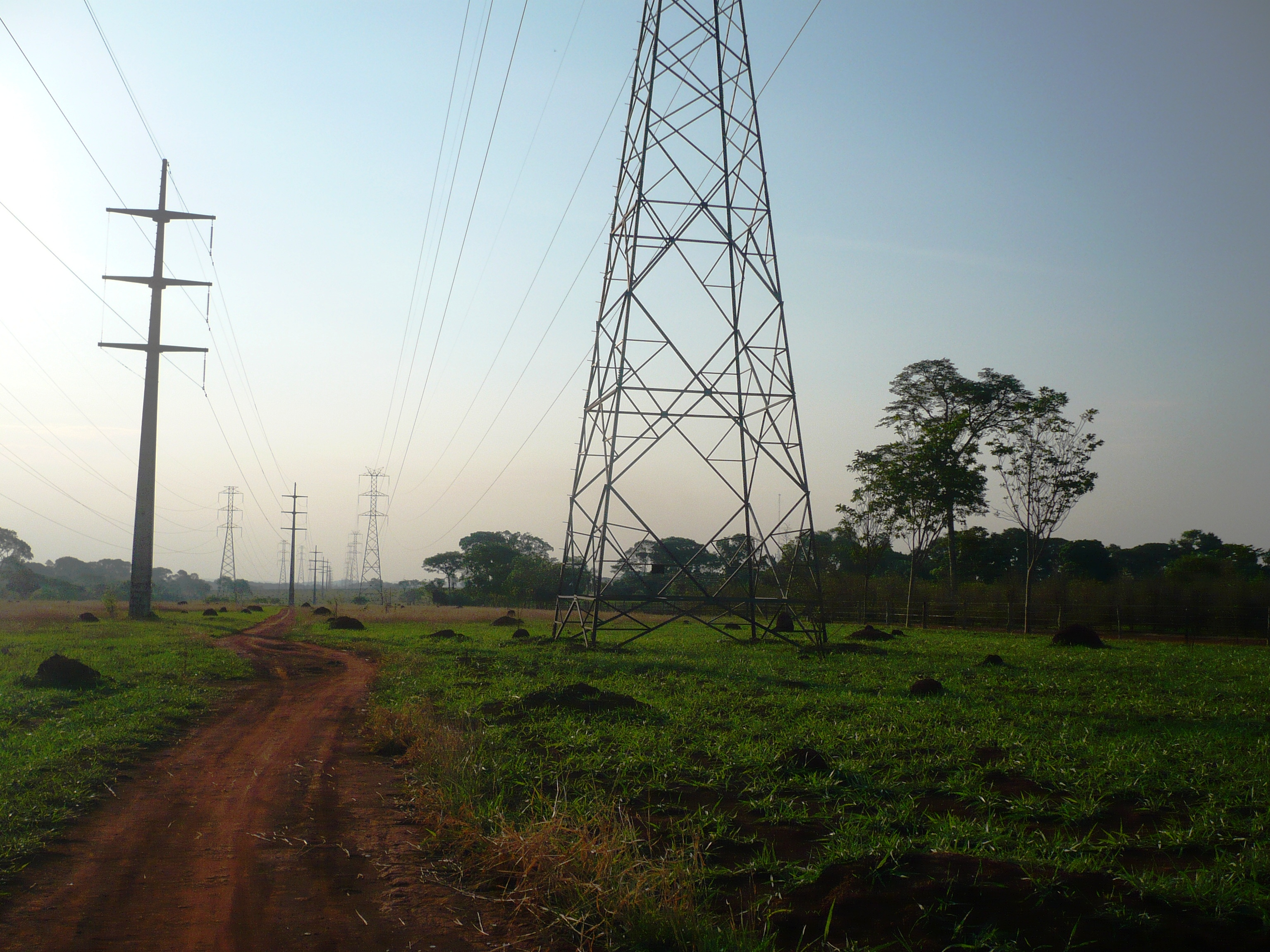
Postes de alta tensão em área verde de Goiânia, Goiás, Brasil.

Nos Estados Unidos, conforme o National Electrical Code (NEC) de 2005, alta tensão é qualquer tensão elétrica acima de 600 V (artigo 490.2).O British Standard BS 7671:2008 define alta tensão como qualquer diferença de potencial entre condutores que é maior que 1 000 V CA ou 1 500 V CC sem ripple, ou qualquer diferença de potencial entre um condutor e a terra maior que 600 V CA ou 900 V CC sem ripple.
Segundo a Norma Regulamentadora número 10 (NR 10) do Ministério do Trabalho e Emprego do Brasil, também é considerado alta tensão em instalações de corrente contínua com valores superiores a 1500 V.
Em sistemas elétricos de potência, normalmente utilizam-se os termos baixa tensão (BT) para valores inferiores a 1 000 V, média tensão (MT) para valores entre 1 000 V e 50 kV, alta tensão (AT) para valores entre 50 kV e 230 kV, extra-alta tensão (EAT ou EHV) para tensões entre 230 e 750 kV e ultra-alta tensão (UAT ou UHV) para as tensões superiores a 750 kV (faixa esta muito pouco utilizada).